# Гальперін Петро Якович
Гальпе́рін Петро́ Я́кович (*2 жовтня 1902, Тамбов — †25 березня 1988, Москва) — радянський психолог, діяч харківської психологічної школи, московської школи О. М. Леонтьєва, експериментатор, теоретик науки, викладач. Автор теорії планомірно-поетапного формування розумових дій.

## Біографія
Як і О. Р. Лурія, Петро Якович народився в родині провінційного лікаря, був вихований в юдейських традиціях. В підлітковому віці втратив матір. Батько, який з часом став відомим отоларингологом та нейрохірургом, привчив сина до науки, розвинув інтерес до медицини та психології.
Гальперін навчався на лікувальному факультеті медичного інституту в Харкові. На той час то була столиця УРСР і в місті діяли наукові та освітні заклади республіканського значення. Після завершення навчання (1926) Петро Якович працює в Українському психоневрологічному інституті (з 1931 р. — Всеукраїнська психоневрологічна академія).
Наприкінці 1932 року почалася співпраця з групою учнів Л. С. Виготського, яка визначила подальший життєвий і творчий шлях науковця. До початку війни працює в Академії (до її закриття в 1936) викладає в Харкові та Донецьку (тоді — Сталіно), цікавиться перш за все генетичною та теоретичною психологією.
 Під час Другої світової війни працює разом з О. М. Леонтьєвим в евакуаційному шпиталі біля Свердловська
На запрошення С. Л. Рубінштейна з 1943 року працює в МДУ ім. Ломоносова, щойно розгорнутому в Москві після евакуації на схід. З цим вишем будуть пов'язані наступні більш як сорок років життя Петра Яковича. Саме тут ним сформульована й представлена на загал (1953) теорія планомірно-поетапного формування розумових дій, що принесла вченому всесвітнє визнання.
На кафедрі психології МДУ Гальперін вів курси «Загальна психологія», «Історія психології», «Марксизм і питання мовознавства». Після створення факультету психології у 1971 році очолив кафедру дитячої психології.
У 1976 році вийшла друком праця «Введение в психологию», яка стала узагальнюючою для творчого шляху Петра Яковича. У 1980 році отримав звання «Заслужений діяч науки РРФСР», у вісімдесятирічному віці він продовжував працювати на факультеті психології МДУ як професор-консультант. Помер у Москві 25 березня 1988 року.
Учні Петра Гальперіна: Ніна Тализіна, А. І. Подольський, М. М. Нечаєв, І. М. Семенов, та багато інших.

## Наукові погляди та здобутки
Навчаючись у ліберальній атмосфері 20-х років Петро Якович знав і поважав праці З. Фрейда і К. Г. Юнґа. Саме психоневрологія була початковою сферою інтересів ученого. В результаті знайомства і співпраці з О. М. Леонтьєвим та іншими учнями Виготського, в 1936 р. Гальперін захистив кандидатську дисертацію «Про психологічну відмінність знарядь людини від допоміжних засобів тварин», основою праці були експериментальні дослідження з дітьми-дошкільнятами. Ця тема лежала в руслі основних пошуків харківської школи, дослідження якої, за свідченням Рубінштейна, «..встановлюють, що практичні інтелектуальні дії дітей вже на найбільш ранніх ступенях розвитку носять специфічно людський характер.»
 Харківська школа розвивала ідеї культурно-історичної теорії Виготського, але змінила акцент у дослідженнях. За спостереженням Гальперіна: «Л. С. Виготський виділяв вплив вищих психічних функцій на розвиток нижчих психічних функцій і практичної діяльности дитини, а О. М. Леонтьєв підкреслював провідну роль зовнішньої, предметної діяльности в розвитку психічної діяльности, в генезі свідомости.» Сказане тут про Леонтьєва відображає погляди й самого Гальперіна.
Його особисті і колективні дослідження харківського періоду та періоду роботи в евакуаційному шпиталі лягли в основу психологічної теорії діяльності.
У поглядах на проблему діяльності Гальперін дотримувався марксистських позицій. В його працях психічна діяльність, система психічних процесів, є діяльність орієнтаційна, тобто спрямована на дослідження середовища та обставин практичної діяльності й підпорядкована цілям останньої. Формування способів психічної діяльності людини — соціальний процес, стрижнем якого є практичне перетворення матеріальних об'єктів супроводжений спілкуванням.

### Теорія планомірно-поетапного формування розумових дій
Гальперін спирався на ідеї своїх попередників, зокрема, розвивав поняття інтеріоризації та розуміння ролі мовлення в процесі інтеріорізації, широко вживані в працях Жана Піаже та в культурно-історичній психології. Також його теорія тісно пов'язана з працями колег, її вважають зразковою в руслі теорії діяльності. Водночас, сам Гальперін вже наприкінці 60-х рр. критично ставився до діяльнісного підходу. І, як відзначає В. П. Зінченко, його теорія розглядається як самостійний підхід або напрямок, що вкорінений у культурно-історичній психології.
Після першої доповіді в 1953 році теорія пройшла десятирічний шлях до оформлення у докторській дисертації 1965 року. Надалі відбувалась її спеціалізація та уточнення.
Деякі пункти теорії планомірно-поетапного формування розумових дій. На думку Гальперіна, розумові дії не є природженими (в цьому з ним не погоджувався, наприклад, Рубінштейн), вони засвоюються дитиною в процесі предметної діяльності (саме шляхом інтеріоризації) і спілкування з дорослими; основними чинниками формування розумових дій є мотивація, правильне виконання дій у їх зовнішніх предметних формах, планомірне набуття дією певних параметрів (узагальнення, обдуманий характер) її повноцінне відтворення в ментальному плані (зокрема, і усвідомлення — здатність точно окреслити дію словами).
Гальперіним та його учнями експериментально обґрунтований підхід до научіння, завдяки якому формування нових дій, уявлень і понять відбувається без попереднього заучування нового матеріалу (він засвоюється шляхом автоматичного запам'ятовування в ході діяльності), без використання так званого методу проб і помилок.
Розроблена Петром Яковичем надзвичайно докладна схема утворення розумових дій знайшла практичне застосування в різних сферах життя. Наприклад, у 1971–1972 роках в радянській армії проводився масштабний експеримент під керівництвом Б. Ц. Бадмаєва по застосуванню теорії Гальперіна для підготовки військових спеціалістів.
Теорія планомірно-поетапного формування розумових дій принесла загальне в т. ч. міжнародне визнання, але не є єдиним здобутком Гальперіна. Він приділяв увагу базовим питанням теорії психології (визначення предмету науки, її об'єктивність), методів досліджень (вдосконалення методу формуючого експеримента), розробляв теорію уваги, зробив внесок у розвиток прикладних галузей психологічного знання.

## Основні публікації
- Психологическое отличие орудий человека от вспомогательных средств животного. Кандидатская диссертация, Харьков, 1937.
- Про установку в мисленні. — Праці республіканської наукової конференції з педагогіки і психології. Київ, 1941
- К вопросу о внутренней речи. (Доклады АПН РСФСР, 1957, № 4)
- Развитие исследований по формированию умственных действий // Психологическая наука в СССР. Т. 1. М., 1959;
- Основные результаты исследований по проблеме «Формирование умственных действий и понятий». М., 1965;
- Гальперин П. Я. Психология мышления и учение о поэтапном формировании умственных действий. — Исследования мышления в советской психологии. М., 1966 // Введение в психологию. М., 1976.
- Экспериментальное исследование внимания. М., 1974 (в соавт.);
- Введение в психологию. М., 1976;
- Актуальные проблемы возрастной психологии. М., 1978;
- Методы обучения и умственное развитие ребенка. М., 1985;
- Психология как объективная наука. М., 1995